# Piotr Skuratowicz
Piotr Skuratowicz, poljski general, * 1892, † 1940.